# Dirceu Lopes
Pour les articles homonymes, voir Lopes.
Dirceu Lopes Mendes, ou plus simplement  Dirceu Lopes, était un footballeur brésilien né le 3 septembre 1946 à Pedro Leopoldo. Il jouait au poste de milieu de terrain.
Il compte 19 sélections en équipe nationale (4 buts).

## Clubs
- 1963 – 1976 : Cruzeiro EC ( Brésil)
- 1976 – 1977 : Fluminense FC ( Brésil)
- 1978 – 1979 : Uberlândia Esporte Clube
- 1980 – 1981 : Esporte Clube Democrata

Il a joué 594 matches avec Cruzeiro, marquant 224 buts.

## Palmarès
- Taça Brasil (antérieur au championnat du Brésil) en 1966 avec Cruzeiro
- Champion du Minas Gerais en 1965, 1966, 1967, 1968, 1969, 1972, 1973, 1974 et 1975 avec Cruzeiro
- En 1971 il a désigné comme « Meilleur joueur » du Championnat du Brésil par le magazine Placar.

## Référence
- Enciclopédia do Futebol Brasileiro, Volume 1 - Lance, Rio de Janeiro: Aretê Editorial S/A, 2001